# Kościół św. Jana w Świerczynkach
Kościół św. Jana Chrzciciela w Świerczynkach – gotycki kościół z przełomu XIII i XIV w. w Świerczynkach.

## Historia
Kościół powstał prawdopodobnie na przełomie XIII i XIV w., uległ przebudowie w XVIII w., był także restaurowany w pierwszej połowie XIX w. i w 1914 roku. W 1415 roku wieś wraz ze świątynią przeszła na własność toruńskich benedyktynek, które opiekowały się nim do 1834 roku.

## Architektura
Kościół został zbudowany w stylu gotyckim, z elementami późniejszymi (m.in. okna, górna kondygnacja wieży i przypory nawy). Jest murowany z cegły i głazów narzutowych, jednonawowy z nieco węższym prezbiterium i wieżą od zachodu, częściowo wtopioną w korpus. Prezbiterium jest dwuprzęsłowe, zamknięte od wschodu wielobocznie. Elewacje są opięte skarpami, przy korpusie wydatnymi, skośnymi. Skarpy prezbiterium są jednouskokowe, wyrastające ponad koronę murów i zwieńczone pinaklami. Okna prezbiterium i korpusu są zamknięte półkoliście.

## Wyposażenie
Wewnątrz wyposażenie barokowe głównie z przełomu XVII i XVIII w. Ołtarz główny architektoniczny, dwukondugnacyjny na wysokim cokole. W kondygnacji dolnej w polu głównym późnogotycka rzeźba Matka Boska z Dzieciątkiem w typie Regina Coeli z 3 ćwierci XV wieku, w sukienkach srebrnych z przełomu XVII i XVIII w., po bokach w polach oddzielonych kręconymi kolumienkami święci Jan Nepomucen i Kazimierz. W górnej kondygnacji pośrodku późnogotycka rzeźba Pietas Domini z początku XVI w., w polach bocznych oddzielonych kolumienkami święci Jan Chrzciciel i Jan Ewangelista. Na belkowaniu między kondygnacjami dwie hermy z popiersiami niezidentyfikowanego biskupa i św. Jana Chrzciciela. W zwieńczeniu przedstawienie Chrystusa Salwatora. Po bokach ołtarza uszaki z motywem liści akantu.
Poza tym z tego samego okresu ambona, chrzcielnica z baldachimem, dwa ołtarze boczne i stalle. W prezbiterium rzeźba Pietà z około 1370-80 roku.

## Galeria

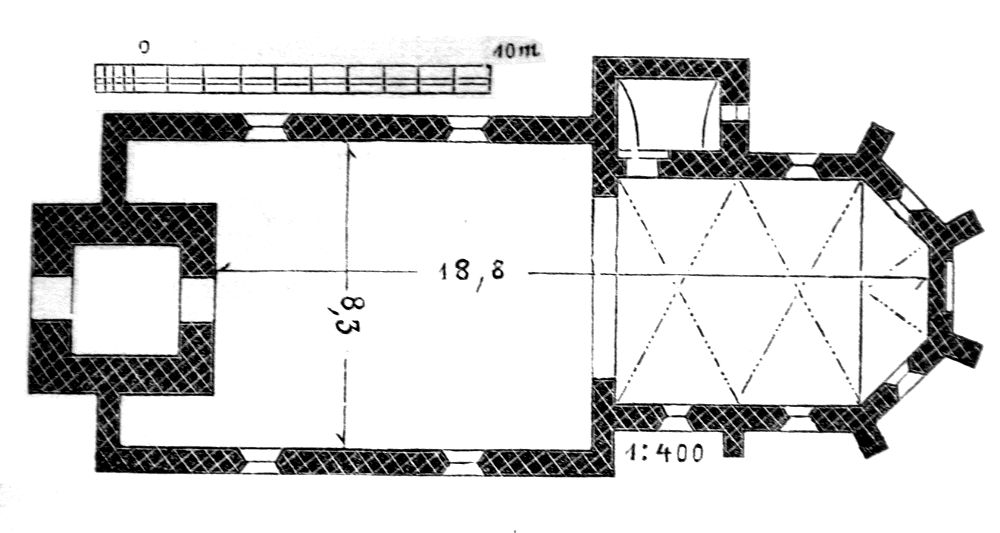
Plan kościoła (J. Heise, Die Bau- und Kunstdenkmäler des Kreises Thorn, Danzig 1889
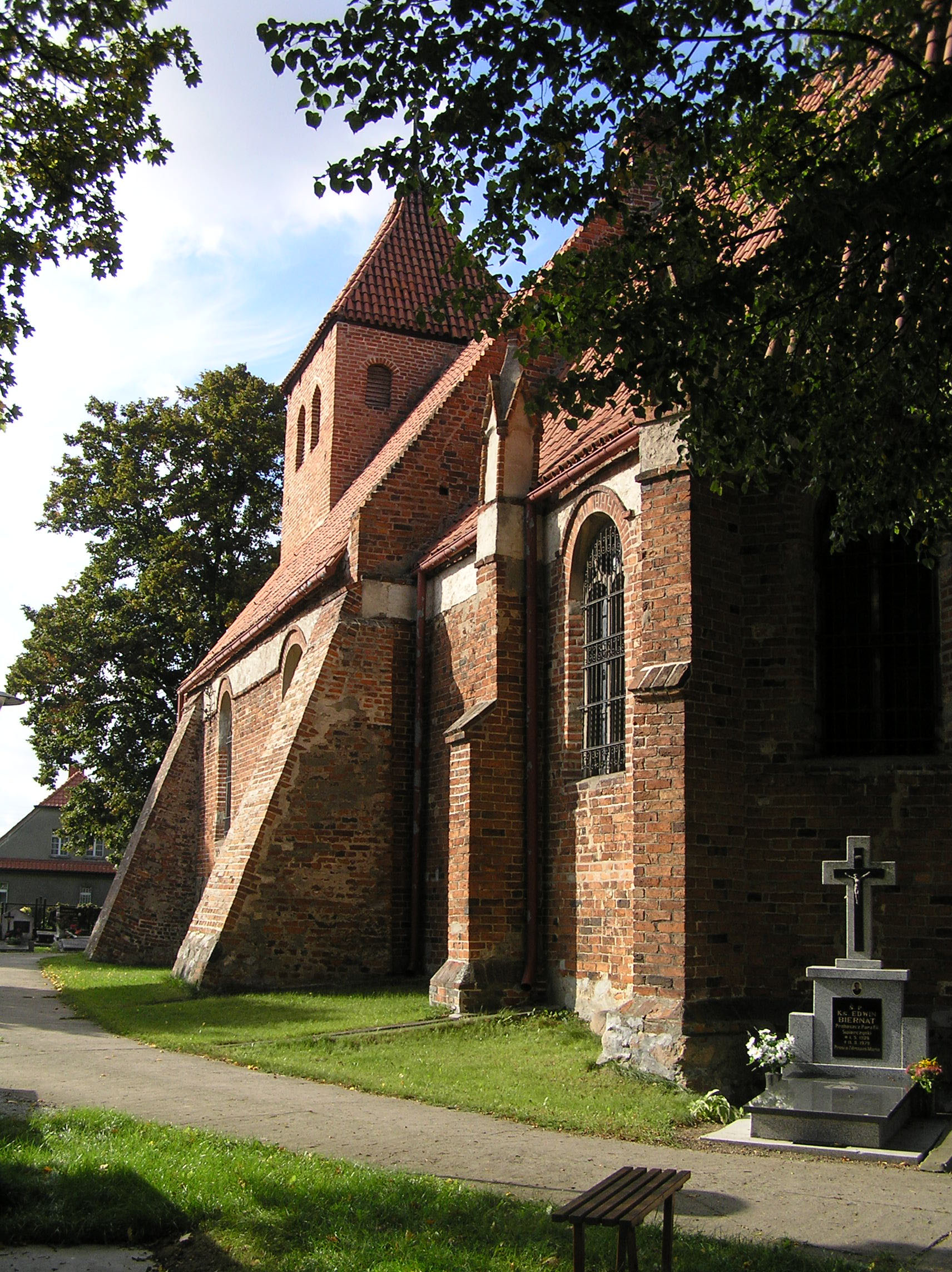
Widok północnej elewacji kościoła
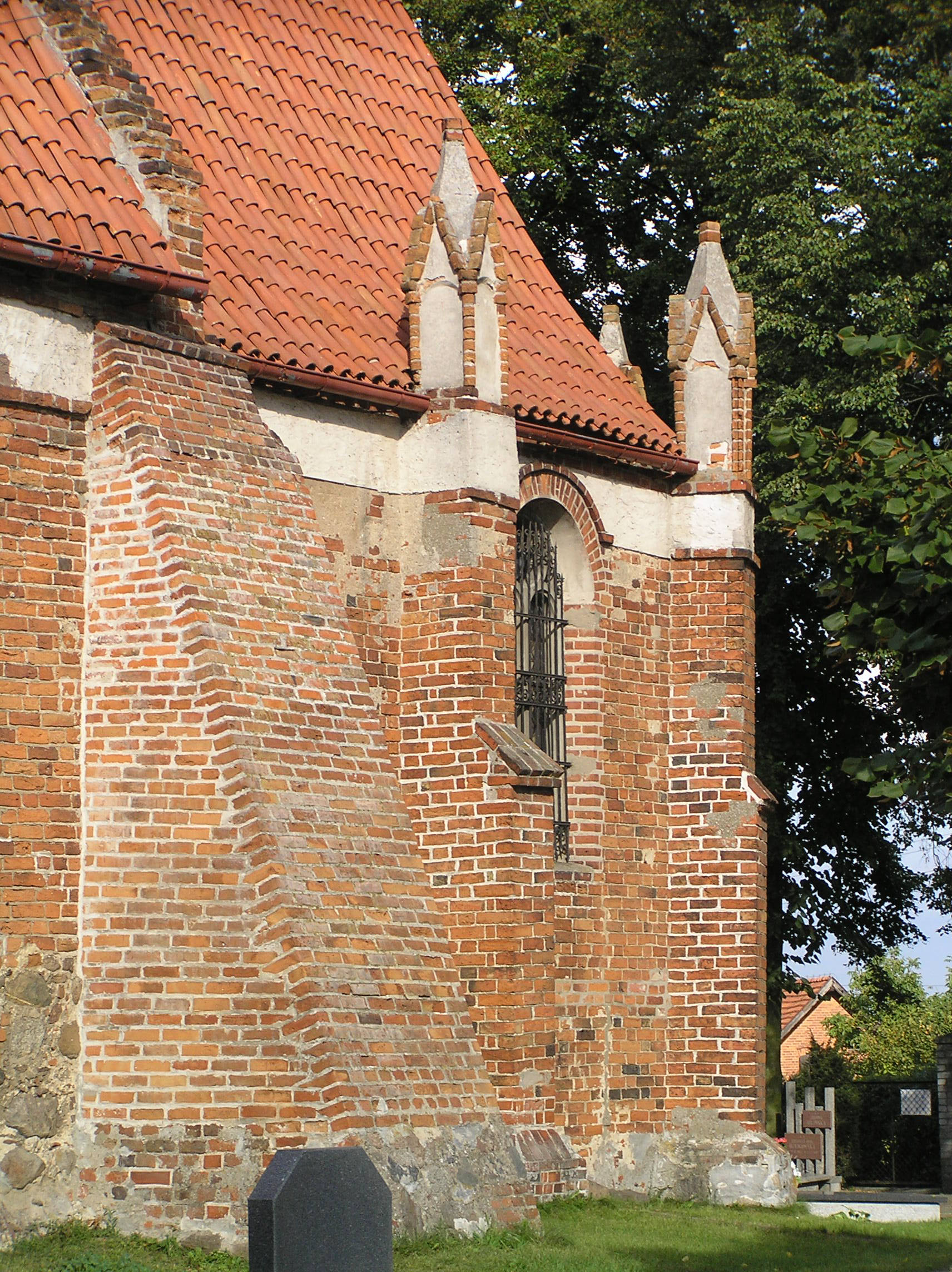
Widok prezbiterium
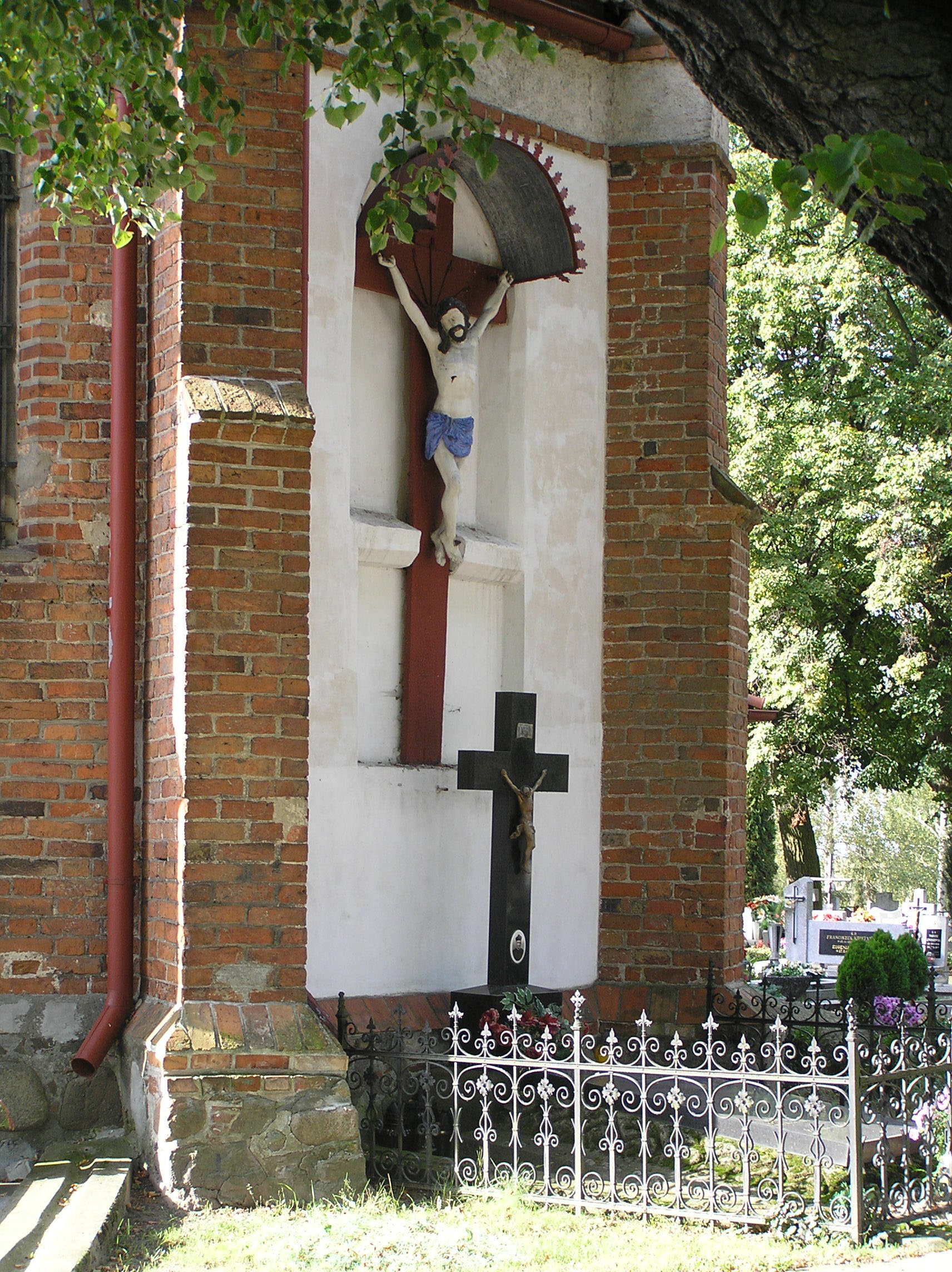
Wschodnia elewacja prezbiterium